# Pascual Ortoneda

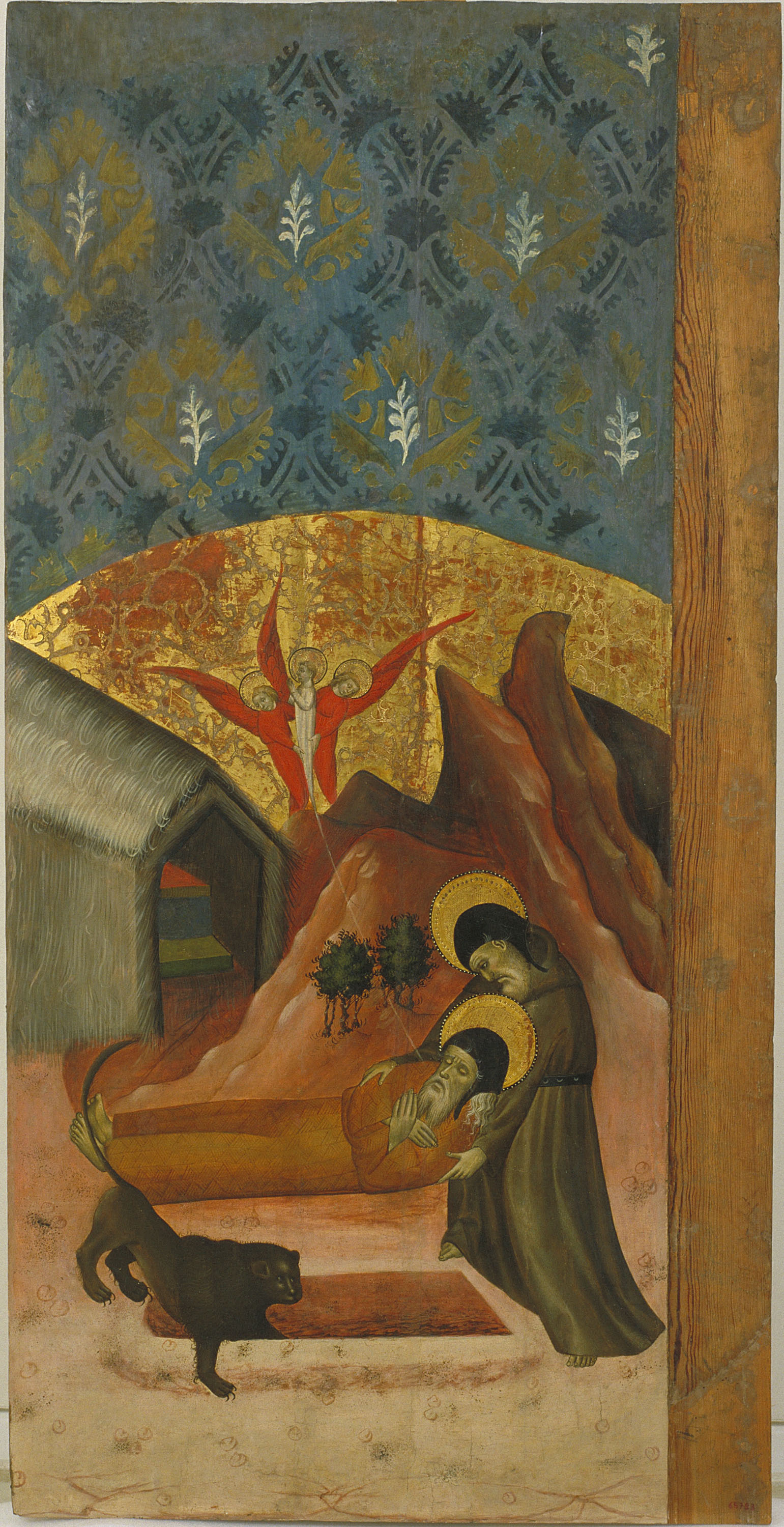
San Antonio Abad enterrando a san Pedro Ermitaño, temple sobre tabla, 151 x 76,6 cm, Barcelona, Museo Nacional de Arte de Cataluña.

Pascual o Pasqual Ortoneda (f. 1421-1460) fue un pintor gótico español documentado en Tarragona, Huesca, Zaragoza, Monzón y Barbastro.

## Biografía y obra
Miembro de una familia de pintores, es probable que iniciase su formación en el taller que su hermano —o quizá tío— Mateu Ortoneda tenía en Tarragona. Documentado en 1421 en unión de Mateu y en relación con un retablo de San Bartolomé para la Selva del Campo, consta que en 1423 se encontraba en Huesca, donde contrajo matrimonio con Urraca Torrent, y desde 1433 en Zaragoza. La única pintura que se le puede atribuir con seguridad, una tabla con San Antonio Abad enterrando a san Pedro Ermitaño conservada en el Museo Nacional de Arte de Cataluña, resto de un retablo dedicado a la Virgen, san Blas y san Antonio Abad procedente de Embid de la Ribera (provincia de Zaragoza), consta documentalmente que se le encargó en diciembre de 1437. En Zaragoza se hizo cargo de la parte pictórica del retablo de Pentecostés contratado por las autoridades municipales para su oratorio de la Casa de la Ciudad con el escultor Pere Johan en 1443. Las condiciones impuestas por los consejeros demuestran su buen conocimiento de las últimas novedades que ofrecía la pintura flamenca, pues solicitaban que en su ejecución se emplease óleo de linaza y que las puertas por la parte de fuera se pintasen «de blanch e negre de nova manera retirant a obre de pedre», es decir, en grisalla imitando esculturas tal como se podía encontrar en las pinturas de Jan van Eyck y su círculo. Más adelante, entre 1452 y 1456 se le encuentra documentado en Monzón y finalmente, en 1459 y 1460, en Barbastro.
A Ortoneda se le han atribuido, entre otras obras y a partir de la única tabla segura del MNAC, una sarga de la Madre de Dios en la catedral de Huesca, encargo del canónigo Juan de Alguinyera, el retablo de Nuestra Señora del museo de Villafranca del Panadés y el parcialmente conservado de la iglesia parroquial de La Secuita, también dedicado a la Virgen, guardado en el Museo Diocesano de Tarragona. Se trata en este caso de una obra de rico colorido con el que enmascara la pérdida de la espontaneidad inicial y la repetición de los modelos de Mateu, como se advierte en la comparación de la Natividad de Mateu para el retablo de Cabacés y la tabla del mismo asunto atribuida a Pascual en el retablo de La Secuita.